# NGC 2235
NGC 2235 is een elliptisch sterrenstelsel in het sterrenbeeld Goudvis. Het hemelobject werd op 30 november 1834 ontdekt door de Britse astronoom John Herschel.

## Synoniemen
- ESO 87-13
- AM 0621-645
- DRCG 50-52
- PGC 18906